# Solförmörkelsen 1 augusti 2008

Solförmörkelse 1 augusti 2008. Den lilla svarta fläcken som rör sig mot sydost markerar områden med total solförmörkelse, den gråa skuggan områden med partiell solförmörkelse.

Solförmörkelsen den 1 augusti 2008 var en total solförmörkelse med en magnitud på 1,039 som var synlig från norra Kanada (Nunavut), norra Grönland, norra Svalbard, norra Ryssland, västra Mongoliet och Kina. Den räknas som en så kallad midnattsolsförmörkelse då den syntes i områden där det är midnattssol.
I Sibirien passerade den totala solförmörkelsen genom bebodda platser, exempelvis genom Novosibirsk och städerna Nizjnevartovsk, Barnaul och Bijsk. Den längsta förmörkelsetiden inträffade nära staden Nadym i Jamalo-Nentsien i norra Sibirien.
Den partiella solförmörkelsen var synlig på många andra ställen i östra Nordamerika samt i stora delar av Europa och Asien.
I Sverige var förmörkelsen partiell från cirka 30 procent i söder till 75 procent i norr. I Stockholm täckte månen som mest ungefär 50 procent av solskivan och började där 10:39 och avslutades 12:46.

## Statistik

### Viktigare tidpunkter
| Händelse                            | Tid (UTC) |
| ----------------------------------- | --------- |
| Solförmörkelsen börjar              | 08:04:06  |
| Den totala solförmörkelsen börjar   | 09:21:07  |
| Kärnskuggans mitt träffar jorden    | 09:24:10  |
| Solförmörkelsens största utbredning | 10:21:08  |
| Kärnskuggans mitt lämnar jorden     | 11:18:29  |
| Den totala solförmörkelsen slutar   | 11:21:28  |
| Solförmörkelsen slutar              | 12:38:27  |

### Data
| Typ                                         | Total                                                                                                |
| Gamma                                       | 0,8306                                                                                               |
| Magnitud (hur mycket månen täcker av solen) | 1,0394                                                                                               |
| Längd på längsta solförmörkelsen            | 147 s (2 min 27 s) vid 10:21:08 UTC, i norra Ryssland: 65°38′48″N 72°16′24″Ö / 65.64667°N 72.27333°Ö |
| Maximal bredd av bandet                     | 236,9 km                                                                                             |

## Bilder

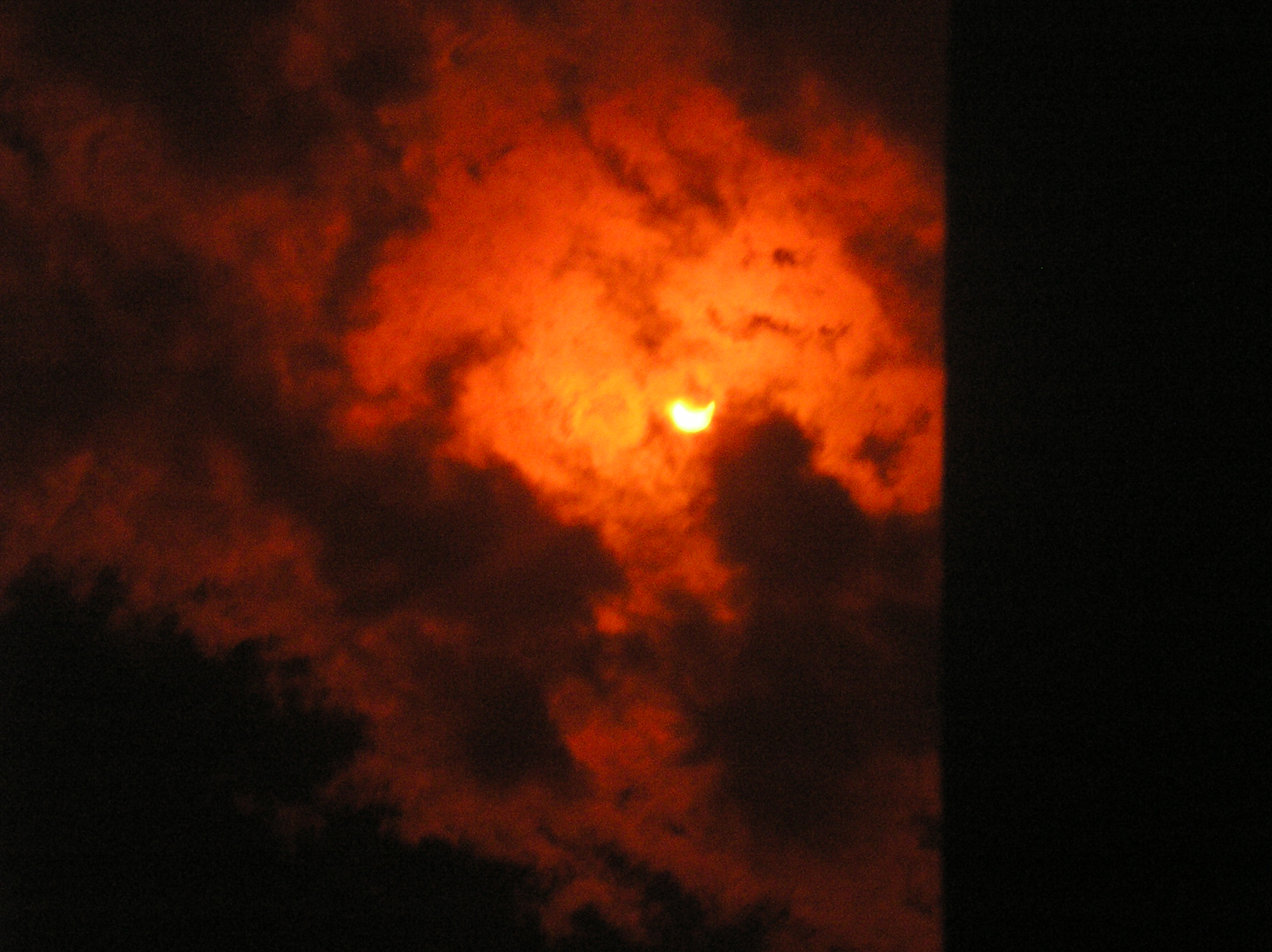
Saratov, Ryssland.
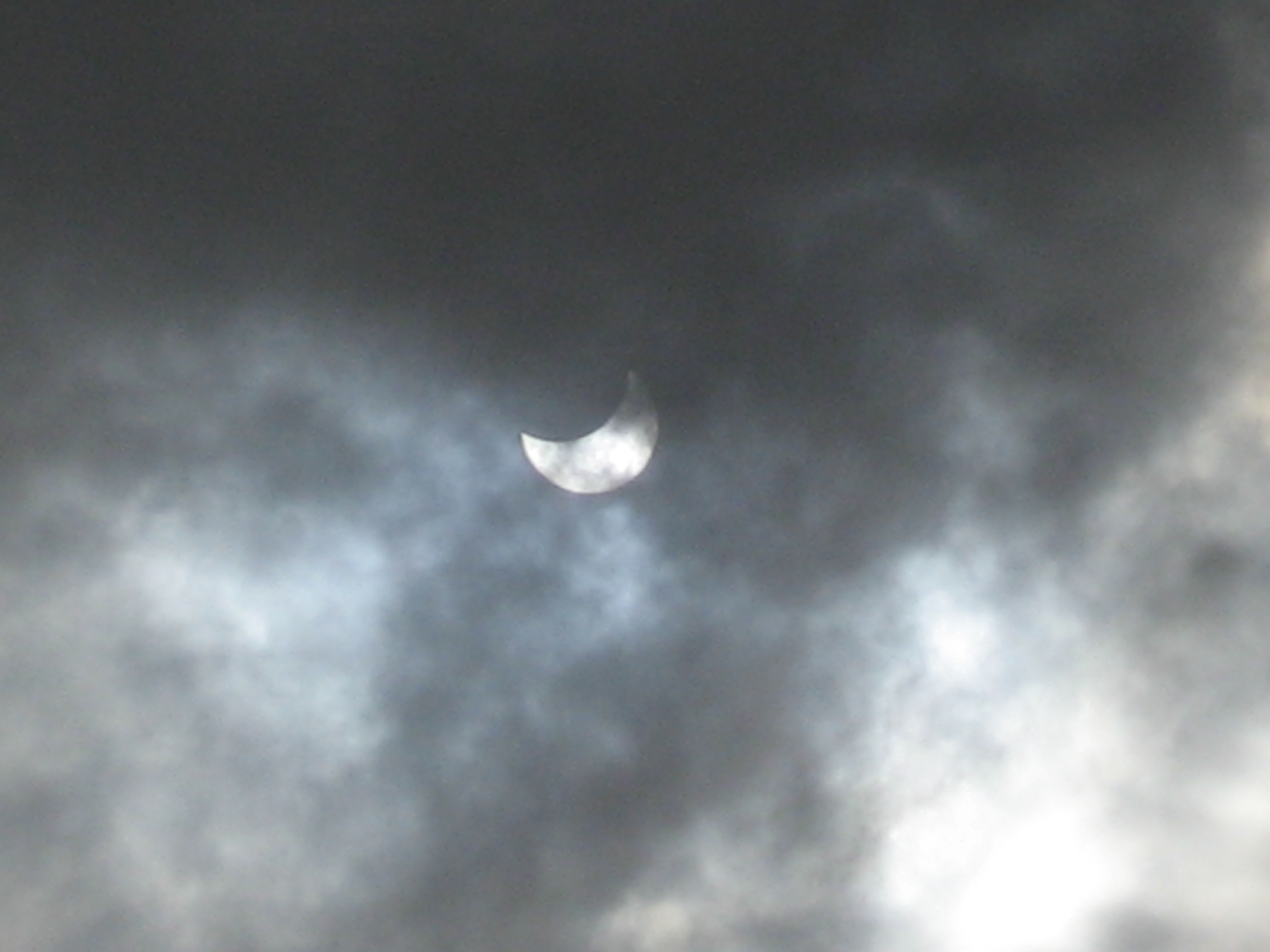
Moskva, Ryssland.
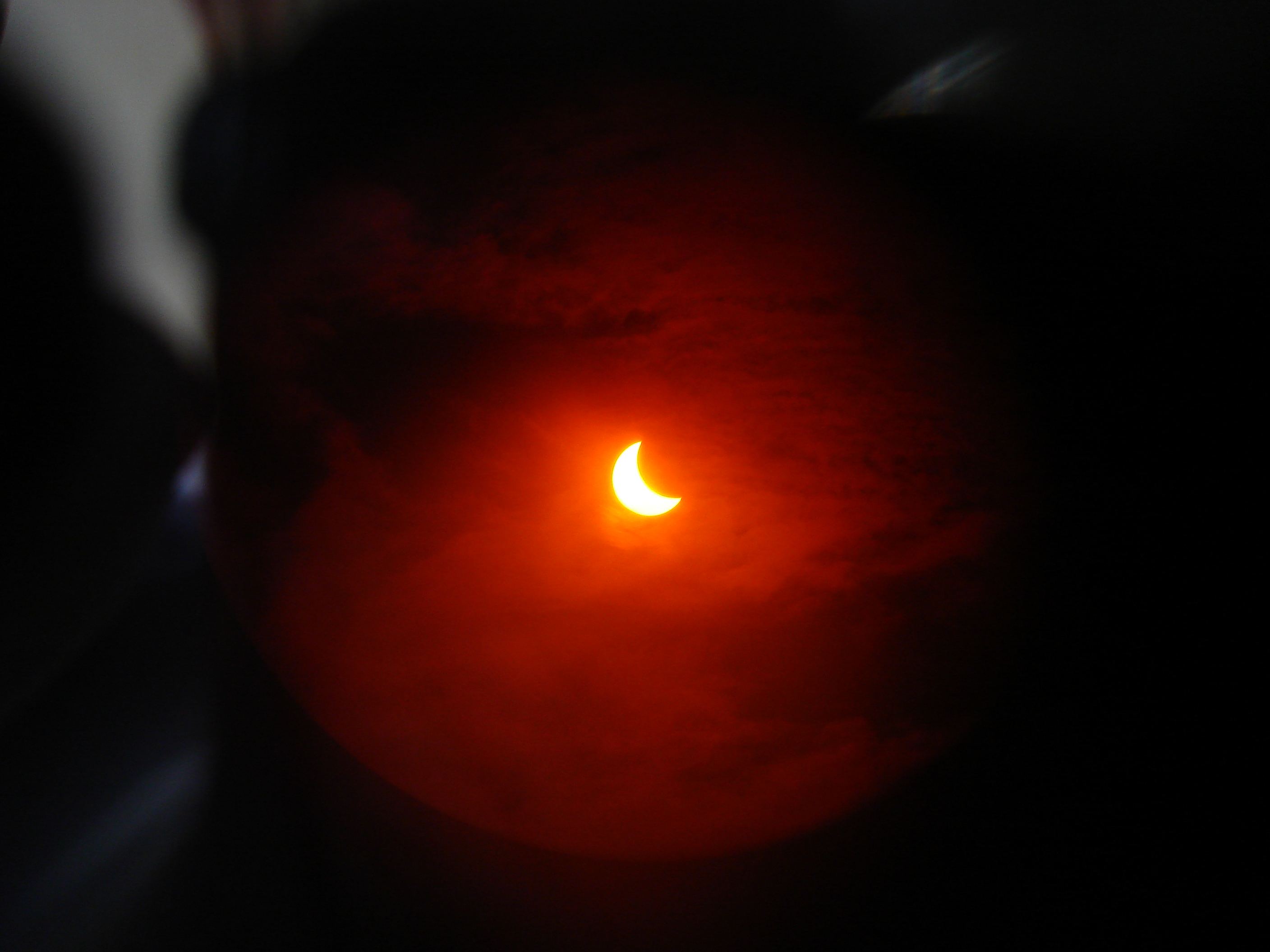
Chandigarh, Indien.